# Heel (Limbourg néerlandais)
Pour les articles homonymes, voir Heel.

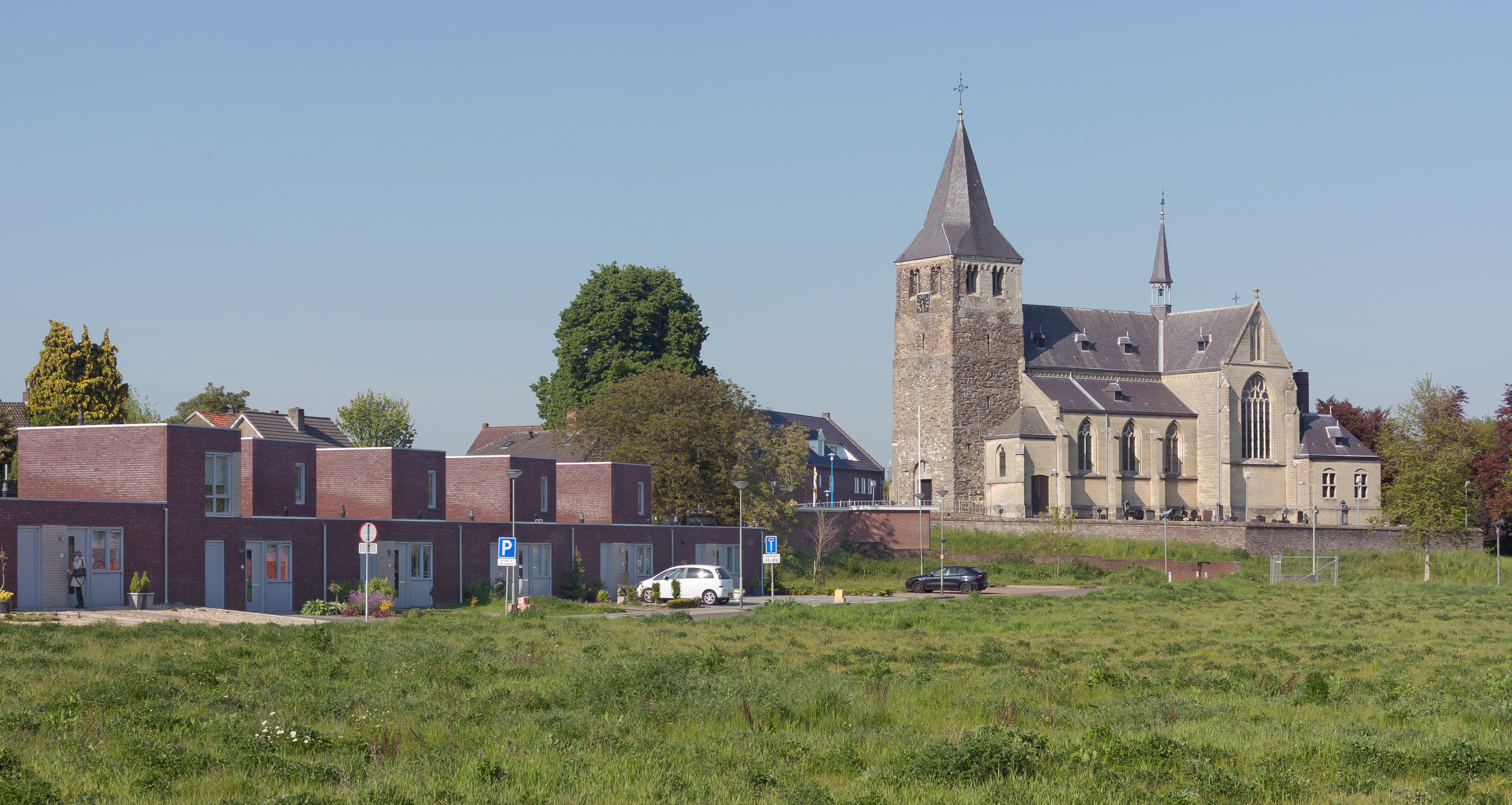
Heel, l'église: de Sint-Stephanuskerk

Heel, en limbourgeois Hael, est un village néerlandais situé dans la commune de Maasgouw, dans la province du Limbourg néerlandais. Le 1er janvier 2006, le village comptait 4 260 habitants.

## Histoire
Heel s'appelait Catualium à l'époque romaine. La rue principale, la Heerbaan (ou route des seigneurs), doit son nom aux Romains. À l’époque, cette route faisait partie de la route principale sur la rive gauche de la Meuse entre les principales villes de Tongres et Nimègue. La route était empruntée, entre autres, par les soldats romains. Après l’effondrement de l’Empire romain, la colonie de Catualium est restée habitée. En témoigne la découverte d'un champ funéraire mérovingien, qui a dû être utilisé jusqu'au VIIe siècle. En raison de ce cimetière, on soupçonne que l'église de Heel a également dû être fondée au VIIe siècle et qu'à cette époque elle était l'église principale de Wessem, Beegden et Grathem. Le choix du saint patron, saint Étienne, indique également un âge très avancé, puisqu'il s'agit d'un saint chrétien primitif. A ce jour, aucune trouvaille n'est connue de cette première église, le clocher de l'église actuelle date du XIe siècle. Le nom de Catualium a changé au fil des siècles en Hathualium, Hethelium, Hethele, Hedele et en 1650 en Heel.[2] La première mention écrite du village actuel date de 1144.
Du Xe siècle jusqu'en 1795, Heel (comme Neeritter) était un village libre, qui appartenait au patrimoine du chapitre de Saint-Lambert à Liège. Heel et Neeritter formaient ensemble l'un des Trois Eyghen (nl), fief du seigneur de Horn à partir de 1417. En 1880, le château de Heel est acheté par les Frères de Saint-Joseph (nl) et les Petites Sœurs de Saint-Joseph (nl). Des institutions pour handicapés mentaux furent créées : Huize Sint-Joseph pour les garçons et les hommes, et Huize Sint-Anna pour les femmes et les filles. Cela a conduit à une certaine croissance pour le village.
Durant la Seconde Guerre mondiale, Heel est libérée le 16 novembre 1944 par la 53 division galloise de l'armée britannique, qui avait traversé le canal Wessem-Nederweert à l'écluse de Panheel (nl) le 14 novembre. Depuis Heel, les Britanniques effectuèrent des bombardements d'artillerie sur Ruremonde, qui restera aux mains des Allemands jusqu'au 1er mars 1945.[3]
Après 1945, un certain nombre de zones résidentielles ont été construites, notamment au nord du centre du village d'origine. En outre, de nombreuses extractions de gravier ont eu lieu, ce qui a conduit à ce que Heel soit presque entièrement entouré d'étangs de gravier. Après l'arrêt de l'extraction de gravier, Heel est devenu le centre local des sports nautiques dans le Maasplassen (nl) qui en résulte.
Heel a été à deux reprises le nom d'une commune limbourgeoise :
- avant 1821, où la commune n'englobait que le village du même nom,
- entre 1991 et 2007 : le 1er janvier 1991, la commune de Heel naît de la fusion de Beegden, Wessem et Heel en Panheel.

Entre 1821 et 1991, Heel constitue avec Panheel la commune de Heel en Panheel.
Le 1er janvier 2007, Heel fusionne avec Maasbracht et Thorn pour former la nouvelle commune de Maasgouw.

## Sites remarquables
- Château de Heel des XVIIe et XVIIIe siècles, avec bâtiments conventuels attenants, institut de soins pour handicapés mentaux et chapelle néo-romane de 1930 : église Sainte-Anne (nl). Le château, classé monument national, a été détruit par un incendie fin décembre 2023.[4]
- Église Saint-Étienne (nl)
- Chapelle de l'Enfant Jésus de Prague (nl)
- Chapelle de la Vierge Marie (nl)
- Chapelle Notre-Dame du Repos (nl)
- Chapelle Saint-Hubert (nl) (chapelle à niche)
- La maison Nederhoven (XVIe siècle) fait officiellement partie de Beegden, mais est située juste de l'autre côté de l'ancienne limite municipale.
- Diverses exploitations agricoles, principalement de type ferme carrée. La ferme du 29 Dorpsstraat date de 1735 mais a été reconstruite après 1900 ; la ferme du 31 Dorpsstraat date du XIXe siècle ; celle située au 83 Dorpsstraat (Hoeve Bovenhof) pourrait avoir une base du XVIIIe siècle.
- L' Uitspanning Het Witte Paard, situé au 86 Dorpsstraat, date de 1778.
- La maison In den Oranjeboom, située au 102 Dorpsstraat, date du début du XVIIIe siècle et fut une brasserie jusqu'en 1927.
- Le complexe d'écluses avec l'écluse de Heel (1972) et l'écluse de Linne (1922) près du hameau d'Osen.